# Kevin (Probably) Saves the World
Kevin (Probably) Saves the World – amerykański serial telewizyjny (komedio-dramat, fantasy) wyprodukowany przez Fazekas & Butters oraz ABC Studios, którego twórcami są  Michele Fazekas i Tara Butters. Serial był emitowany od 3 października 2017 roku do 6 marca 2018 roku na ABC.
12 maja 2018 roku, stacja ABC ogłosiła anulowanie serialu po jednym sezonie

## Fabuła
Serial opowiada o Kevinie, pechowym człowieku, który otrzymuje od Boga misję, aby uratować świat.

## Obsada

### Główna
- Jason Ritter jako Kevin Finn[3]
- Kimberly Hebert Gregory jako Yvette[4]
- JoAnna Garcia Swisher jako Amy[5]
- J. August Richards jako Nathan Purcell[6]
- India de Beaufort jako Kristin Allen[7]
- Chloe East jako Reese[7]
- Dustin Ybarra jako Tyler[7]

## Odcinki
| Sezon | Odcinki | Oryginalna emisja w ABC | Oryginalna emisja w ABC |
| Sezon | Odcinki | Premiera sezonu         | Finał sezonu            |
| ----- | ------- | ----------------------- | ----------------------- |
| 1     | 16      | 3 października 2017     | 6 marca 2018            |

### Sezon 1 (2017-2018)
| Nr | Tytuł                   | Reżyseria            | Scenariusz                                      | Premiera w ABC       |
| -- | ----------------------- | -------------------- | ----------------------------------------------- | -------------------- |
| 1  | Pilot                   | Paul McGuigan        | Michele Fazekas, Tara Butters                   | 3 października 2017  |
| 2  | Listen Up               | Kevin Dowling        | Craig DiGregorio, Jack Kenny                    | 10 października 2017 |
| 3  | Sweet Little Lies       | Peter Leto           | Chris Dingess, Davah Avena                      | 17 października 2017 |
| 4  | How to Be Good          | J. Miller Tobin      | Michele Fazekas, Tara Butters, Brant Englestein | 24 października 2017 |
| 5  | Brutal Acts of Kindness | Rob Hardy            | Craig DiGregorio                                | 31 października 2017 |
| 6  | Rocky Road              | Wendy Stanzler       | Jack Kenny                                      | 7 listopada 2017     |
| 7  | Dave                    | Ron Underwood        | Chris Dingess                                   | 14 listopada 2017    |
| 8  | Chrysalis               | Metin Hüseyin        | Kevin Deiboldt                                  | 5 grudnia 2017       |
| 9  | Probably                | Tamra Davis          | Michele Fazekas, Tara Butters                   | 12 grudnia 2017      |
| 10 | The Ugly Sleep          | J. Miller Tobin      | Davah Avena                                     | 2 stycznia 2018      |
| 11 | Solo                    | Lee Rose             | Kevin Deiboldt                                  | 9 stycznia 2018      |
| 12 | Caught White-Handed     | Jennifer Lynch       | Brant Englestein                                | 16 stycznia 2018     |
| 13 | Fishtail                | J. Miller Tobin      | Chris Dingess, Craig DiGregorio                 | 6 lutego 2018        |
| 14 | Old Friends             | Michael Patrick Jann | Chris Dingess, Craig DiGregorio                 | 20 lutego 2018       |
| 15 | World's Worst Domino    | Peter Leto           | Brant Englestein, Davah Avena                   | 27 lutego 2018       |
| 16 | The Right Thing         | J. Miller Tobin      | Michele Fazekas, Tara Butters                   | 6 marca 2018         |

## Produkcja
28 stycznia 2017 roku, stacja ABC zamówiła odcinek pilotowy serialu, zwanego jeszcze wtedy "The Gospel of Kevin".
W lutym ogłoszono, że główną rolę zagra Jason Ritter.
W kolejnym miesiącu do obsady serialu dołączyli: India de Beaufort jako Kristin Alle, Chloe East jako Reese, Dustin Ybarra jako Tyler, J. August Richards jako Nathan Purcell oraz JoAnna Garcia Swisher jako Amy.
12 maja 2017 roku, stacja ABC ogłosiła, zamówienie serialu na sezon telewizyjnym 2017/2018.
W czerwcu 2017 roku, poinformowano, że rolę Yvette otrzymała Kimberly Hebert Gregory, w pilotowym odcinku tę rolę zagrała Cristela Alonzo.